# عشيرة يوهونغ مين
عشيرة يوهونغ مين (هانغل: 여흥 민씨; هانجا: 驪興 閔氏) هي عشيرة كورية تعود أصولها (غوانغمو) إلى يوجو بمقاطعة كيونغ جي. وبحسب الإحصاء الكوري لعام 2015 يبلغ أعضاء العشيرة 159،522عضوًا. كان الجد المؤسس ليوهونغ مين هو مين تشانغد، الذي استقر في كوريا بعد قدومه إلى البلاد كمبعوث من سلالة سونغ الحاكمة. قيل أن مين تشينغ دو هو من نسل مين صن، وهو تلميذ رئيسي لكونفوشيوس.
ينحدر من العشيرة 242 من كبار المسؤولين الحكوميين وثلاث ملكات في جميع أنحاء مملكة جوسون، بما في ذلك الملكة وونغيونغ (زوجة الملك تايجونغ ووالدة الملك سيجونغ العظيم) والملكة إنهيون (زوجة الملك سكجونغ ملك جوسون) والملكة مين (قرينة الملكة والوصي على جلالة الملك كوجونغ ووالدة الإمبراطور سونجونج). بالإضافة إلى أربع أميرات، هم الأميرة كونسورت مين (زوجة الأمير يانغ)، والأميرة كونسورت مين (والدة هنغسون دايوونغن)، والأميرة الداخلية الكبرى سونموك (والدة الإمبراطور غوجونغ وزوجة هيونغسون دايوونغون)، والأميرة القرين مين (زوجة الإمبراطور سونجونج). رويال نوبل قرين جيونغبين (محظية الملك سونجو). ورويال كونسورت سوك-أوي (محظية الملك يونسان).
كانت الإمبراطورة ميونغسونغ عضوًا في العشيرة. وشخصية مثيرة للجد،ل تحظى بالإعجاب بسبب مهنتها السياسية وتصميمها على مقاومة النفوذ الياباني في أواخر القرن التاسع عشر في عهد مملكة جوسون، ولكنها أدينت أيضًا لتفاقم الفساد المستشري في مملكة جوسون من خلال تعيين زميلتها يوهونغ مينز في مناصب مهمة داخل الحكومة.